# حزب کارگر (مالت)
حزب کارگر (مالتی: Partit Laburista , PL)، که قبلاً به عنوان حزب کارگر مالت (MLP) شناخته می‌شد، یکی از دو حزب سیاسی بزرگ کنونی مالت به‌شمار می‌رود، همراه با حزب ملی‌گرا است. این حزب در سمت چپ میانه طیف سیاسی قرار دارد.
این حزب در سال ۱۹۲۰ به عنوان اتاق کار توسط گروه کوچکی از اتحادیه‌های کارگری تأسیس شد. یکی از اعضای برجسته آن پل بوفا به عنوان اولین نخست‌وزیر حزب کارگر بین سال‌های ۱۹۴۷ تا ۱۹۵۰ خدمت کرد. از نظر ایدئولوژیک، حزب به سمت سوسیالیسم دموکراتیک گرایش داشت، و جهت‌گیری آن در برنامه حزب در سال ۲۰۱۶ و سایر مواضع چپ حزب تا اوایل دهه ۱۹۹۰ از جمله زمانی که رهبری احزاب سوسیال دمکراتیک غربی مانند نیو بریتانیا بارز بود. حزب کارگر تحت حکومت جوزف مسقط به لحاظ مواضع به موقعیت میانه‌گرایانه‌تری تغییر مکان داد، و از سیاست‌های راه سوم تبعیت می‌کردحزبی که پیش‌از این اروپا شکاک نام دارد طرفدار اروپا بود و عضو حزب سوسیالیست اروپا می‌باشدو قبلاً تا سال ۲۰۱۴ عضو انترناسیونال سوسیالیست بود.

## معاونان رهبران حزب کارگر در مجلس نمایندگان مالت از سال ۱۹۲۰
- پی بوگلی ۱۹۲۰–۱۹۲۵
- مایکل داندون ۱۹۲۵–۱۹۲۹
- ۱۹۲۹–۱۹۴۷
- دام مینتفود ۱۹۴۷–۱۹۴۹
- جوزف فلورس ۱۹۴۹–۱۹۵۵
- گوتس الول مرسر ۱۹۵۵–۱۹۶۱
- آنتون بوتیجیگ ۱۹۶۱–۱۹۷۶
- آگاتا باربارا ۱۹۷۶–۱۹۸۱
- ویستین آبلا ۱۹۸۱–۱۹۸۲
- کارمنو میفسود بونیچی ۱۹۸۲–۱۹۸۴
- کاسار ۱۹۸۴–۱۹۸۷
- جوزف برینکات ۱۹۸۷–۱۹۹۲
- جورج ویلیام ولا ۱۹۹۲–۲۰۰۳
- چارلز منگیون ۲۰۰۳–۲۰۰۸
- آنجلو فاروجیا ۲۰۰۸–۲۰۱۲
- لوئیس گرچ ۲۰۱۲–۲۰۱۷
- کریس فرن ۲۰۱۷–اکنون

## معاون رهبران امور حزب کارگر از سال ۱۹۷۶
- جوزف برینکات ۱۹۷۶–۱۹۸۰
- کارمنو میفسود بونیچی ۱۹۸۰–۱۹۸۳
- کاسار ۱۹۸۳–۱۹۸۷
- جو دبونو گرچ ۱۹۸۷–۱۹۹۲
- جورج آبلا ۱۹۹۲–۱۹۹۸
- جوزف برینکات ۱۹۹۸–۲۰۰۳
- مایکل فالزون ۲۰۰۳–۲۰۰۸
- تونی آبلا ۲۰۰۸–۲۰۱۶
- کنراد میزی ۲۰۱۶
- کریس کاردونا ۲۰۱۶–۲۰۲۰
- دانیل خوزه میکالف ۲۰۲۰ – اکنون